# Volley League (damer)
Volley League är den översta serien i volleyboll för damer i Grekland. Ligan bildades 1971 och består av 12 lag. Dessa gör upp i seriespel följt av en cup. Vinnaren blir grekisk mästare. Den näst högsta serien är Pre League.

## Upplagor
| Upplaga                                 | Podium                            | Podium                            | Podium                                       |
| Upplaga                                 | Guld                              | Silver                            | Brons                                        |
| --------------------------------------- | --------------------------------- | --------------------------------- | -------------------------------------------- |
| Tävlingen kallas Panellinio Protathlima |                                   |                                   |                                              |
| 1971 mer information                    | Panathinaikos Athlitikos Omilos   | GS Iraklis                        |                                              |
| 1972 mer information                    | Panathinaikos Athlitikos Omilos   | Atens lantbruksuniversitet        | GS Iraklis                                   |
| 1973 mer information                    | Panathinaikos Athlitikos Omilos   | ZAON Kifisiás                     | GS Iraklis                                   |
| 1974 mer information                    | ZAON Kifisiás                     | Panathinaikos Athlitikos Omilos   | AO Kavala                                    |
| 1975 mer information                    | ZAON Kifisiás                     | Panathinaikos Athlitikos Omilos   | AGS Artemis Korydallós                       |
| 1976 mer information                    | ZAON Kifisiás                     | Panathinaikos Athlitikos Omilos   | AGS Artemis Korydallós                       |
| 1977 mer information                    | Panathinaikos Athlitikos Omilos   | ZAON Kifisiás                     | Aris Thessaloníki                            |
| 1978 mer information                    | Panathinaikos Athlitikos Omilos   | ZAON Kifisiás                     | AO Kavala                                    |
| 1979 mer information                    | Panathinaikos Athlitikos Omilos   | Filathlitikos                     | ZAON Kifisiás                                |
| 1980 mer information                    | ZAON Kifisiás                     | Panathinaikos Athlitikos Omilos   | Filathlitikos                                |
| 1981 mer information                    | ZAON Kifisiás                     | Panathinaikos Athlitikos Omilos   | Filathlitikos                                |
| 1982 mer information                    | Panathinaikos Athlitikos Omilos   | Filathlitikos                     | Aris Thessaloníki                            |
| Tävlingen byter namn till A' Ethnikī    |                                   |                                   |                                              |
| 1982/1983 mer information               | Panathinaikos Athlitikos Omilos   | ZAON Kifisiás                     | Filathlitikos                                |
| 1983/1984 mer information               | Filathlitikos                     | Panathinaikos Athlitikos Omilos   | Aris Thessaloníki                            |
| 1984/1985 mer information               | Panathinaikos Athlitikos Omilos   | Filathlitikos                     | AO Ionikós Níkaias                           |
| 1985/1986 mer information               | Filathlitikos                     | Panathinaikos Athlitikos Omilos   | AO Ionikós Níkaias                           |
| 1986/1987 mer information               | Filathlitikos                     | Panathinaikos Athlitikos Omilos   | AO Ionikós Níkaias                           |
| 1987/1988 mer information               | Panathinaikos Athlitikos Omilos   | Filathlitikos                     | ZAON Kifisiás                                |
| 1988/1989 mer information               | AO Ionikós Níkaias                | Filathlitikos                     | Panathinaikos Athlitikos Omilos              |
| 1989/1990 mer information               | Panathinaikos Athlitikos Omilos   | AO Ionikós Níkaias                | Filathlitikos                                |
| Tävlingen byter namn till A1 Ethnikī    |                                   |                                   |                                              |
| 1990/1991 mer information               | Panathinaikos Athlitikos Omilos   | AO Ionikós Níkaias                | ZAON Kifisiás                                |
| 1991/1992 mer information               | Panathinaikos Athlitikos Omilos   | Panellinios GS                    | ZAON Kifisiás                                |
| 1992/1993 mer information               | Panathinaikos Athlitikos Omilos   | AO Ionikós Níkaias                | AGS Byron                                    |
| 1993/1994 mer information               | AO Ionikós Níkaias                | Panathinaikos Athlitikos Omilos   | Filathlitikos                                |
| 1994/1995 mer information               | FO Vrilīssiōn                     | Panathinaikos Athlitikos Omilos   | Filathlitikos                                |
| 1995/1996 mer information               | FO Vrilīssiōn                     | AO Ionikós Níkaias                | Panathinaikos Athlitikos Omilos              |
| 1996/1997 mer information               | FO Vrilīssiōn                     | Panathinaikos Athlitikos Omilos   | AO Ionikós Níkaias                           |
| 1997/1998 mer information               | Panathinaikos Athlitikos Omilos   | FO Vrilīssiōn                     | Filathlitikos                                |
| 1998/1999 mer information               | FO Vrilīssiōn                     | Panathinaikos Athlitikos Omilos   | Filathlitikos                                |
| 1999/2000 mer information               | Panathinaikos Athlitikos Omilos   | Filathlitikos                     | FO Vrilīssiōn                                |
| 2000/2001 mer information               | Panellinios GS                    | Panathinaikos Athlitikos Omilos   | Filathlitikos                                |
| 2001/2002 mer information               | Panellinios GS                    | Filathlitikos                     | FO Vrilīssiōn                                |
| 2002/2003 mer information               | Filathlitikos                     | Panathinaikos Athlitikos Omilos   | FO Vrilīssiōn                                |
| 2003/2004 mer information               | FO Vrilīssiōn                     | Panellinios GS                    | Panathinaikos Athlitikos Omilos              |
| 2004/2005 mer information               | Panathinaikos Athlitikos Omilos   | Filathlitikos                     | OFA Apollōnios                               |
| 2005/2006 mer information               | Panathinaikos Athlitikos Omilos   | AO Markopoulo                     | Panellinios GS                               |
| 2006/2007 mer information               | Panathinaikos Athlitikos Omilos   | Olympiakos SFP                    | Panellinios GS                               |
| 2007/2008 mer information               | Panathinaikos Athlitikos Omilos   | Olympiakos SFP                    | AO Markopoulo                                |
| 2008/2009 mer information               | Panathinaikos Athlitikos Omilos   | Olympiakos SFP                    | GS Iraklis                                   |
| 2009/2010 mer information               | Panathinaikos Athlitikos Omilos   | Olympiakos SFP                    | AO Markopoulo                                |
| 2010/2011 mer information               | Panathinaikos Athlitikos Omilos   | Olympiakos SFP                    | AEK                                          |
| 2011/2012 mer information               | AEK                               | Olympiakos SFP                    | Panathinaikos Athlitikos Omilos              |
| 2012/2013 mer information               | Olympiakos SFP                    | AEK                               | Iraklis Kifisiás‎                             |
| 2013/2014 mer information               | Olympiakos SFP                    | AEK                               | Panathinaikos Athlitikos Omilos              |
| 2014/2015 mer information               | Olympiakos SFP                    | Panathinaikos Athlitikos Omilos   | Pannaxiakos AON                              |
| 2015/2016 mer information               | Olympiakos SFP                    | AO Thera                          | Panathinaikos Athlitikos Omilos              |
| 2016/2017 mer information               | Olympiakos SFP                    | Panathinaikos Athlitikos Omilos   | Pannaxiakos AON                              |
| Tävlingen byter namn till Volley League |                                   |                                   |                                              |
| 2017/2018 mer information               | Olympiakos SFP                    | Aris Thessaloníki                 | AO Thera                                     |
| 2018/2019 mer information               | Olympiakos SFP                    | Pannaxiakos AON                   | AO Thera                                     |
| 2019/2020 mer information               | Olympiakos SFP                    | AO Thera                          | Panathinaikos Athlitikos Omilos              |
| 2020/2021 mer information               | Avbruten p.g.a. Covid-19-pandemin | Avbruten p.g.a. Covid-19-pandemin | Avbruten p.g.a. Covid-19-pandemin            |
| 2021/2022 mer information               | Panathinaikos Athlitikos Omilos   | Olympiakos SFP                    | PAOK Thessaloniki                            |
| 2022/2023 mer information               | Panathinaikos Athlitikos Omilos   | Olympiakos SFP                    | PAOK Thessaloniki                            |
| 2023/2024 mer information               | Panathinaikos Athlitikos Omilos   | Olympiakos SFP                    | AEK                                          |
| 2024/2025 mer information               | Olympiakos SFP                    | PAOK Thessaloniki                 | AO Thera och Panathinaikos Athlitikos Omilos |

## Medaljörer
| Pos. | Lag                             | Guld | Silver | Brons |
| ---- | ------------------------------- | ---- | ------ | ----- |
| 1    | Panathinaikos Athlitikos Omilos | 26   | 16     | 8     |
| 2    | Olympiakos SFP                  | 9    | 9      | -     |
| 3    | ZAON Kifisiás                   | 5    | 4      | 4     |
| 4    | FO Vrilīssiōn                   | 5    | 1      | 3     |
| 5    | Filathlitikos                   | 4    | 8      | 9     |
| 6    | AO Ionikós Níkaias              | 2    | 4      | 4     |
| 7    | Panellinios GS                  | 2    | 2      | 2     |
| 8    | AEK                             | 1    | 2      | 2     |
| 9    | AO Thera                        | -    | 2      | 3     |
| 10   | Aris Thessaloníki               | -    | 1      | 3     |
|      | GS Iraklis                      | -    | 1      | 3     |
| 12   | AO Markopoulo                   | -    | 1      | 2     |
|      | PAOK Thessaloniki               | -    | 1      | 2     |
|      | Pannaxiakos AON                 | -    | 1      | 2     |
| 15   | Atens lantbruksuniversitet      | -    | 1      | -     |
| 16   | AGS Artemis Korydallós          | -    | -      | 2     |
|      | AO Kavala                       | -    | -      | 2     |
| 18   | AGS Byron                       | -    | -      | 1     |
|      | Iraklis Kifisiás‎                | -    | -      | 1     |
|      | OFA Apollōnios                  | -    | -      | 1     |